# Buctzotz (kommun)
Buctzotz är en kommun i Mexiko.   Den ligger i delstaten Yucatán, i den östra delen av landet, 1 100 km öster om huvudstaden Mexico City. Antalet invånare är 8 639. Arean är 543 kvadratkilometer.
Terrängen i Buctzotz är mycket platt.
Följande samhällen finns i Buctzotz:
- Buctzotz
- X-Bec
- Santo Domingo